# Fuente el Olmo de Íscar
Fuente el Olmo de Íscar település Spanyolországban, Segovia tartományban. Fuente el Olmo de Íscar Coca, Villaverde de Íscar, Íscar, Samboal és Fresneda de Cuéllar községekkel határos. Lakosainak száma 45 fő (2024).

## Népesség
A település népessége az elmúlt években az alábbi módon változott:
| Lakosok száma | 102  | 95   | 86   | 86   | 79   | 71   | 66   | 56   | 45   | 45   |
|               | 2001 | 2004 | 2007 | 2009 | 2012 | 2014 | 2017 | 2019 | 2022 | 2024 |